# Vo slavu velikim!
Vo Slavu Velikim! (Во славу Великим!; en español: ¡Hacia la gran Gloria!.) es el tercer álbum de la banda rusa de metal folclórico Arkona. El mismo fue lanzado a la venta el 28 de septiembre de 2005 a través del sello discográfico Sound Age Production.

## Lista de temas
1. Intro (Kolymiyka) – 1:31
2. Skvoz' Tuman Vekov (A través de la niebla de las edades) – 5:10
3. Rus' Iznachal'naya (Antigua Rusia) – 5:43
4. Vo Slavu Velikim! (¡Hacia la gran Gloria!) – 5:37
5. Po Syroi Zemle (En la tierra natural) – 7:39
6. Tuman Yarom (Canción tradicional Ucraniana) – 2:50
7. Zov Bitvy (Llamada de batalla) – 4:08
8. Vedy Proshlogo ( Vedy del pasado) – 5:21
9. Velikden' (Canción tradicional) – 00:56
10. Gnev Vremen (Ira de las edades) – 5:11
11. Na Svarogovoi Doroge (En el sendero de Svarog) – 5:09
12. Vyidi, Vyidi Ivanku ... (Canción tradicional Rusa) – 1:12
13. Vosstanie Roda (Levantamiento Popular) – 5:27
14. Sila Slavnyh (El poder de la gloria) – 5:32

### Lista de temas encirílico
1. "Интро (Коломыйка)"
2. "Сквозь туман веков"
3. "Русь изначальная"
4. "Во славу великим!"
5. "По сырой земле"
6. "Туман Яром"
7. "Зов битвы"
8. "Веды прошлого"
9. "Великдень"
10. "Гнев времен"
11. "На Свароговой дороге"
12. "Выйди, выйди Иванку..."
13. "Восстание Рода"
14. "Сила Славных"

## Créditos
- Masha "Scream" – voces, coros, teclados y guitarra acústica
- Sergei "Lazar" – guitarras, voces y coros
- Ruslan "Kniaz" – bajo
- Vlad "Artist" – batería y percusión

### Músicos extras
- Vladimir Cherepovsky - instrumentos tradicionales varios
- Ilya "Wolfenhirt" - voces y coros
- Igor "Hurry" – acordeón
- Andrey Karasev – violín

- Datos: Q1955744